# Werner Schwab
Werner Schwab (Graz, 4 februari 1958 - aldaar, 1 januari 1994) was een Oostenrijkse toneelschrijver.
Schwab werd bij afwezigheid van zijn vader door zijn moeder opgevoed. Met haar heeft hij een haat-liefdeverhouding. Na zijn studie aan de Weense kunstacademie van 1978 tot 1982, leefde Werner Schwab met vrouw en kind teruggetrokken op een boerderij in Steiermark. Daar maakte hij ruimtelijke objecten onder meer van vlees en kadavers en schreef hij zijn eerste korte teksten. 
Pas in 1990 legde hij zich op het schrijven van toneelstukken toe met het stuk De presidentes. In de vier jaren tussen dit stuk en zijn dood op nieuwjaarsdag 1994 schreef hij in een koortsachtig tempo de overige 15 toneelstukken. Door een ongewone combinatie van rauwheid (vol van dreigend geweld, stront, pis, bloed, verkrachting, seksuele onderdrukking en misbruik) en een bijna kunstmatige, artificiële taal werd zijn toneelwerk als grensverleggend en vernieuwend beschouwd. Zijn personages zijn meelijwekkend en bekrompen. Vanwege de grote aandacht voor uitwerpselen, worden zijn eerste vier stukken wel betiteld als faecaliëndrama's. Met zijn stukken wilde hij de goede smaak onderuit schoppen en het ingedutte toneelpubliek wakker schudden. Zijn werk kent duidelijke raakvlakken met het werk van andere Oostenrijkse kunstenaars zoals toneelschrijver Thomas Bernhard, de kunstenaars van het Weense Aktionisme en Elfriede Jelinek.
De toneelstukken van Schwab waren begin jaren negentig een sensatie in het Duitstalige theater en werden ook elders in Europa veel gespeeld. Niet in de laatste plaats omdat ze altijd wel voor een schandaal zorgden. In het begin van de jaren 90 werden verschillende stukken van Schwab in de vertaling van Tom Kleijn in Nederland opgevoerd door theatergroep de Trust onder regie van Theu Boermans. Ter gelegenheid hiervan bezocht Schwab Nederland in 1993. In 2011 werd De presidentes opnieuw uitgevoerd, ditmaal door het Nationale Toneel.
Schwab was een stevige drinker, dat en de rest van zijn uitbundige levensstijl waren waarschijnlijk een belangrijke oorzaak van zijn vroege dood. Zeven van zijn stukken beleefden hun première pas na zijn dood.

## Toneelstukken
- "Die Präsidentinnen (1990) - De presidentes
- Übergewicht, unwichtig: Unform (1991) - Overgewicht, onbelangrijk: vormeloos
- Volksvernichtung oder Meine Leber ist sinnlos (1991) - Volksvernietiging of mijn lever is zinloos
- Mein Hundemund (1992) - Mijn hondenmond
- Offene Gruben Offene Fenster. Ein Fall von Ersprechen (1992)
- Mesalliance Aber wir ficken uns prächtig (1992)
- Der Himmel mein Lieb meine sterbende Beute (1992) - De hemel, mijn lief, mijn stervende buit
- Pornogeographie. Sieben Gerüchte (1993)
- Endlich tot endlich keine Luft mehr (1994)
- Faust: Mein Brustkorb :: Mein Helm (1994)
- Mariedl/Antiklima(x) (1994)
- Eskalation ordinär. Ein Schwitzkastenschwank in sieben Affekten (1995) - Escalatie ordinair
- Troiluswahn und Cressidatheater (1995)
- Der reizende Reigen nach dem Reigen des reizenden Herrn Arthur Schnitzler (1996)
- Hochschwab (1996)

- Bibsys: 90698803
- Biblioteca Nacional de España: XX1116279
- Bibliothèque nationale de France: cb12505890h (data)
- CiNii: DA05793543
- Gemeinsame Normdatei: 119355221
- International Standard Name Identifier: 0000 0000 7779 9384
- Library of Congress Control Number: n93011202
- MusicBrainz: 89317cca-722a-4fd3-9d79-5465a6bb90b9
- Bibliotheek van het Japanse parlement: 01065867
- Nationale Bibliotheek van Tsjechië: jn20000604997
- Nationale Bibliotheek van Israël: 987009706653705171
- Nationale Bibliotheek van Polen: a0000002721488
- Nationale en Universitaire bibliotheek Zagreb: 000051096
- Nederlandse Thesaurus van Auteursnamen: 113039190
- Réseau des bibliothèques de Suisse occidentale: 02-A003811227
- RKD-Nederlands Instituut voor Kunstgeschiedenis: 242800
- Istituto Centrale per il Catalogo Unico: TO0V263541
- LIBRIS: 311588
- Système universitaire de documentation: 034288686
- Virtual International Authority File: 71497313
- WorldCat: E39PBJpJf76ypTfd4g98GFCbBP